# Pierre Louis Rouillard

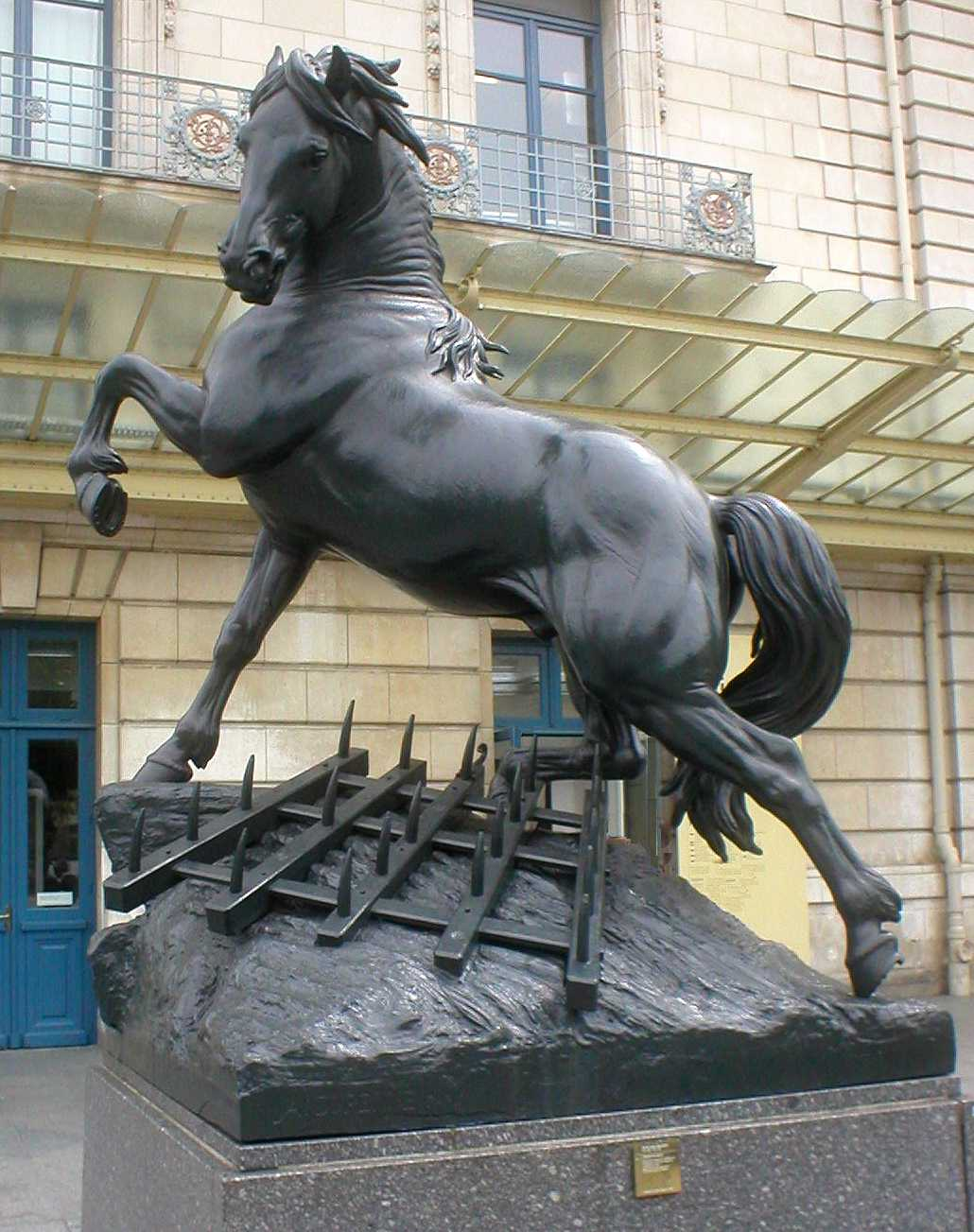
Cheval à la herse, 1877, Musée d’Orsay in Paris

Pierre Louis Rouillard (* 16. Januar 1820 in Paris; † 2. Juni 1881 ebenda) war ein französischer Bildhauer.

## Leben
Rouillard bildete sich auf der École des Beaux-Arts in Paris unter Jean-Pierre Cortot aus und debütierte 1837 im Pariser Salon mit einer Löwin und ließ darauf eine lange Reihe von Tiergestalten und Gruppen in Wachs, Gips, Bronze und Silber folgen. Von 1840 bis zu seinem Tod unterrichtete er an der École de Dessin.
Seine Haupttätigkeit widmete er jedoch der dekorativen Plastik. Er lieferte Arbeiten für den Louvre, die Pariser Oper und zahlreiche Privatgebäude. Besonders hervorragend war er als Löwenbildner. Für die Fontäne des Palais du Trocadéro schuf er 1878 ein kolossales Pferd aus Bronze (Cheval à la herse), das heute im Musée d’Orsay in Paris steht.
Pierre Louis Rouillard wurde in den Ordre des Palmes Académiques und in die Ehrenlegion aufgenommen.